# بابکن نرسیسیان
بابکن پوغوسی نرسیسیان (ارمنی: Բաբկեն Պողոսի Ներսիսյան؛ ۵ ژوئیهٔ ۱۹۱۷ – ۱۴ فوریهٔ ۱۹۸۶) یک بازیگر سینما و تئاتر اهل ارمنستان بود. 

## زندگی‌نامه
وی در 18 ژوئیه [سبک قدیمی: 5 ژوئیه] 1917 در تفلیس به دنیا آمد  نرسیسیان فرهنگستان دولتی تئاتر سوندوکیان فعالیت می‌کرد. وی همچنین برندهٔ جوایزی همچون هنرمند مردمی ارمنستان شوروی، هنرمند مردمی اتحاد جماهیر شوروی و نشان پرچم سرخ کار شده‌است. وی در ۱۴ فوریه ۱۹۸۶ در سن ۶۸ سالگی در ایروان درگذشت و در آرامستان مرکزی ایروان (توخماخ) به خاک سپرده شد.

## گزیده فیلمشناسی
از فیلم‌ها یا برنامه‌های تلویزیونی که وی در آن نقش داشته‌است می‌توان به سایات‌نووا (فیلم) اشاره کرد.

## نمایش‌ها
- گیکور در نقش هامبو
- گدایان بزرگوار در نقش آبی‌سوغوم آقا

## نگارخانه

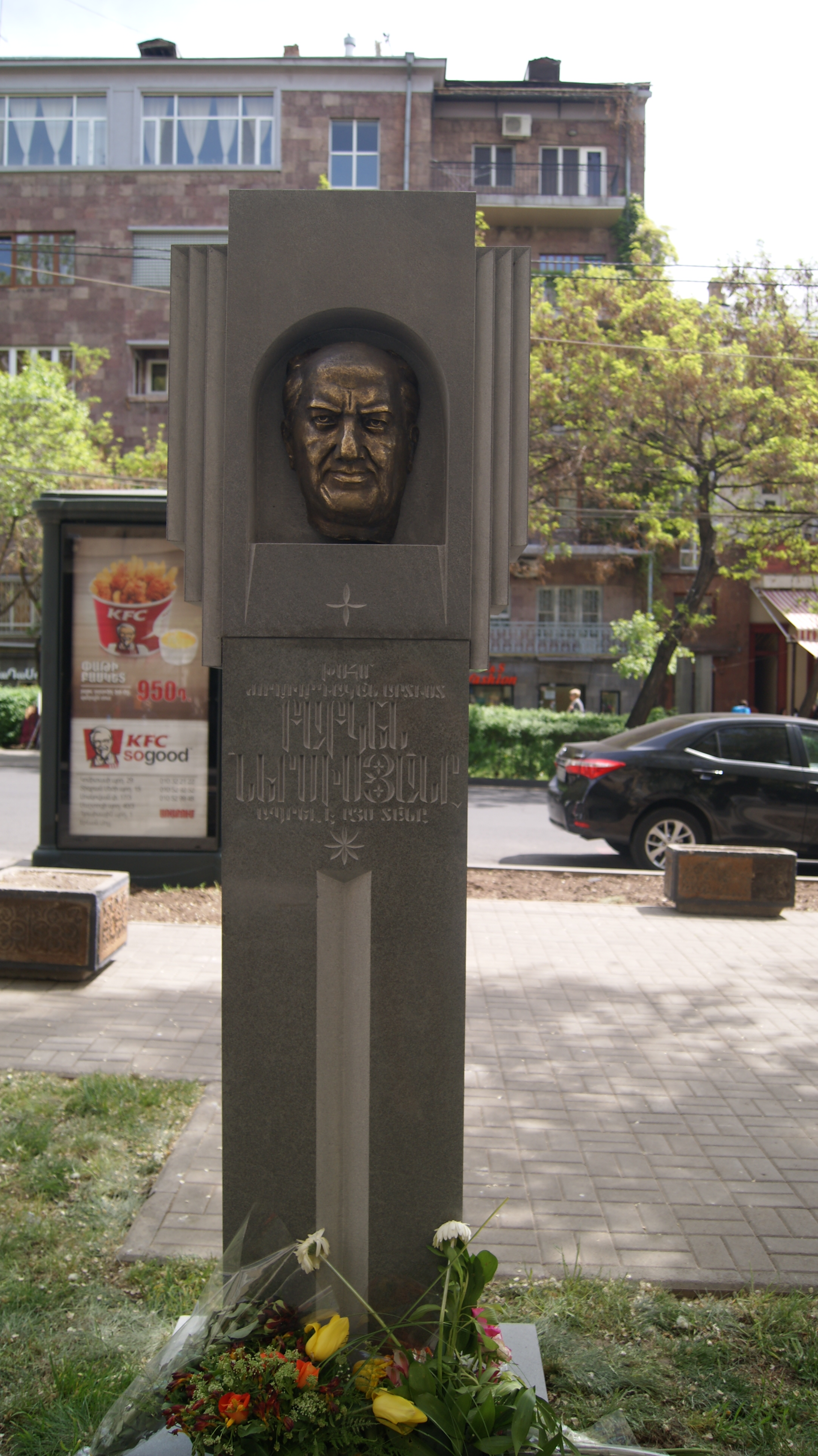